# Hemphill Island
Hemphill Island ist eine kleine und größtenteils eisbedeckte Insel im Archipel der Windmill-Inseln vor der Budd-Küste des ostantarktischen Wilkeslands. Sie liegt zwischen der festlandgebundenen Halbinsel Robinson Ridge und der Insel Odbert Island.
Die Insel wurde erstmals anhand von Luftaufnahmen der US-amerikanischen Operation Highjump (1946–1947) und Operation Windmill (1947–1948) kartiert. Das Advisory Committee on Antarctic Names benannte sie 1963 nach George R. Hemphill, Meteorologe auf der Wilkes-Station im Jahr 1961.